# Noorderdiep 542 (Nieuw-Buinen)
Het pand aan het Noorderdiep 542 in Nieuw-Buinen is een omstreeks 1900 gebouwde winkel annex woonhuis.

## Beschrijving
Het pand werd vormgegeven in een traditioneel ambachtelijke stijl en met gebruikmaking van elementen uit de zogenaamde chaletstijl. Het gebouw bestaat uit twee delen. Het voorhuis, gelegen langs het Noorderdiep, fungeerde als woning, een herenhuis. Het achterste gedeelte, gelegen langs de Verlengde Dwarskade, kreeg een winkelfunctie. Het pand was strategisch gelegen op de hoek van twee vaarwegen, die in de tweede helft van de 20e eeuw werden gedempt.
De ingang van de woning bevindt zich aan het Noorderdiep in het midden van de symmetrisch vormgeven voorgevel. Boven de entree bevindt zich een balkon met een opengewerkt hek van siersmeedwerk. De deur op het balkon geeft toegang tot de gemetselde dakkapel. Bij het zadeldak van deze uitbouw is gebruikgemaakt van houten decoratieve elementen in de zogenaamde chaletstijl, met name bij de windveren en het overstek. De dakkapel aan de oostzijde van de woning is van een latere datum.
De winkelpui langs de Verlengde Dwarskade heeft vijf vensterpartijen die onderbroken worden door twee portieken. Elk van deze portieken geeft toegang tot de winkel, thans een supermarkt. De beide deuren zijn decoratieve bewerkt.
Het pand is erkend als een provinciaal monument onder meer vanwege de cultuurhistorische, architectuurhistorische en stedenbouwkundige waarde. De winkel is een typisch voorbeeld van een veenkoloniaal bedrijf uit het begin van de 20e eeuw. Ook de toegepaste bouwstijl, traditioneel ambachtelijk gemengd met elementen uit de chaletstijl, de esthetische kwaliteiten en de beeldbepalende ligging speelden mee bij de toewijzing tot provinciaal monument. Het gebouw is vrij gaaf bewaard gebleven en is redelijk zeldzaam in de provincie Drenthe.